# Ivanci (Prozor-Rama, BiH)
Ivanci su naseljeno mjesto u općini Prozor-Rama, Federacija Bosne i Hercegovine, BiH.

## Stanovništvo

### 1991.
Nacionalni sastav stanovništva 1991. godine, bio je sljedeći:
ukupno: 116
- Hrvati - 112
- ostali, neopredijeljeni i nepoznato - 4

### 2013.
Na popisu 2013. godine bilo je bez stanovnika.